# Homalium spathulatum
Homalium spathulatum là một loài thực vật thuộc họ Salicaceae. Đây là loài đặc hữu của Malaysia. Chúng hiện đang bị đe dọa vì mất môi trường sống.